# Xylomania
Xylomania là một chi bướm đêm thuộc họ Noctuidae.